# Landeskirchenmusikdirektor
Landeskirchenmusikdirektor (LKMD) ist in den evangelischen Landeskirchen Deutschlands die Dienstbezeichnung für den leitenden Kirchenmusiker. Mancherorts wird das Amt auch Landeskantor genannt.
Der Landeskirchenmusikdirektor ist ein akademischer Kirchenmusiker mit umfangreicher Praxiserfahrung. Ihm obliegt die Fachaufsicht über die Kirchenmusik in einer evangelischen Landeskirche. Seine Aufgabe ist es, das kirchenmusikalische Leben zu fördern. Er koordiniert die Zusammenarbeit von Fachgruppen und beruft die Bezirkskantoren und andere kirchenmusikalisch Verantwortliche zu Konferenzen und Fortbildungen ein. Er berät die Kirchenleitungen, Landeskirchenämter und Synoden in allen kirchenmusikalischen Fragen und schlägt die Ernennung von Kirchenmusikdirektoren (KMD) vor. Er fördert die kirchenmusikalische Aus- und Fortbildung, die geistliche Vokalmusik, die Orgelmusik, die sonstige kirchliche Instrumentalmusik und trägt zur Entwicklung des gottesdienstlichen Gemeindegesanges bei. Dazu gehören Publikationen für die kirchenmusikalische Praxis, Gutachten bei Stellenbesetzungsverfahren und die Beratung zu kirchenmusikalischen Rechtsvorschriften. Manche Landeskirchenmusikdirektoren wirken als Lehrbeauftragte oder als Honorarprofessoren in kirchlichen und staatlichen Musikhochschulen mit.  
Die Entgeltgruppe ist E 14 oder E 15.